# 全球化智库
全球化智库（英語：Center for China and Globalization，简称CCG），原名中国与全球化智库，是中国一家总部设在北京的智库根据宾夕法尼亚大学智囊团和公民社会计划（TTCSP）的2020年全球智库指数，CCG在全球100家顶级智库中排名第64位，在“最佳独立智库”中排第37位。CCG的学者们经常为《纽约时报》、《金融时报》、彭博新闻社、《南华早报》、《北京评论》、CGTN、《中国日报》撰稿，专家们也经常出现在英国广播公司、德国广播公司、美国有线电视新闻网和美国全国广播公司等通讯社。
它被注册为一个非政府组织，尽管它脱离中国共产党的独立性一直存在争议。它偶尔也会遭到中国国内的攻击和审查。

## 领导
CCG由据报道与中国共产党有联系的两位学者王辉耀和苗绿创立，位列世界百强。王辉耀是中国共产党领导下的八大参政党之一九三学社的中央委员、国务院总理李克强的参事。根据《经济学人》，王辉耀是“技术官僚政府部门、中国企业家和外国驻北京大使馆的中间人”。高志凯是CCG的副总裁。
苗绿是参加2021年慕尼黑安全会议的唯一中国智库代表。王辉耀不再在海归学者协会任职。

## 政治立场

### 居留许可
作为国务院参事，CCG的王辉耀和苗绿主张放宽外国公民在中国的居留要求。2020年，司法部公布了一项立法草案，概述了获得永久居留权的新途径，这在反对此举的中国民族主义者中引发了争议。王辉耀因支持永久居留权计划而被网络民族主义者诬蔑。

### 对中国对外宣传的批评
2021年，CCG举办了一场活动，批评中国的对外宣传“在对外宣传中反映内部宣传。”中国学者在CCG的一次活动中“对中国的全球形象直言不讳。”因此，CCG和学者成为攻击目标，与该事件有关的媒体帖子开始消失。

## 争议

### 与中国共产党的联系
CCG是由中国共产党国际联络部协调的支持“一带一路”倡议的智库联盟的成员。
CCG总裁王辉耀之前是西方归国学者协会（WRSA）的副主席。他曾任中国海外友好协会（COFA）常务理事。WRSA和COFA都隶属于统战部，王辉耀曾在统战部担任顾问。在2015年的一份新闻稿中，CCG声称它是“由中国全球人才委员会和WRSA建议委员会发起的”。

CCG辩称，其资金主要由私人和企业捐助者提供，没有政府资助，王辉耀参与WRSA只是其理事会的顾问角色，而不是正式受雇。2023年，CCG否认由WRSA“创建、运营或资助”，并解释说，为了满足对私人智库的严格法律要求，该组织
错误地说WRSA是CCG的一个发起者。在试图生存、存在和发展的过程中，CCG的工作人员利用了在不完善的发展环境中看似可用的东西，并认为最好提及它与一个拥有100多年历史的组织之间最合理的联系——比中国共产党或中华人民共和国还要长。
德国智库墨卡托中国研究所2024年5月的一份报告称，CCG是“私人的，没有官方政府关系。”

### 威尔森中心面板
2018年，伍德罗·威尔森国际学者中心邀请CCG主席王辉耀参加5月9日在华盛顿举行的基辛格研究所中国影响力运作小组会议。时任中国问题国会执行委员会主席的美国参议员马尔科·卢比奥在给威尔森中心的一封信中，要求该智库披露王辉耀与统战部的关系。王辉耀最终没有确认他作为小组成员出席了威尔森中心，而是参观了外交关系委员会、传统基金会和亚洲协会。2019年，他亲自访问了威尔森中心，并在2020年的一次小组讨论会上发表了虚拟演讲。

### 与Semafor的合作
2023年3月，美国新闻初创公司Semafor与CCG和中国外交部下属的中国公共外交协会合作，发起了“中国与全球商业”倡议。Semafor首席执行官贾斯汀·B·史密斯写道，该公司并没有“抱有中国商界领袖或其他地方团体独立于中国共产党运作的幻想”。然而，由于中国的法律要求，CCG“将承担当地的行政责任，并与当地赞助商协调，Semafor将为CCG的服务付费。该平台将由企业合作伙伴独家承保，我们当地的中国合作伙伴或中国政府不会提供任何财政捐助。”
Axios的萨拉·费歇尔和贝萨尼·艾伦·埃布拉希米安写道，“与中国共产党有联系的团体的言论和活动受到北京的强烈影响。Semafor没有详细说明它计划如何在现场活动中或通过数字报道向观众披露该团体与中国共产党的关系细节。”

## 研究领域
CCG的研究覆盖全球化、全球治理、国际经贸与投资、国际关系、人才国际化、企业国际化和智库发展等议题。

## 活动
CCG与诸多国际智库保持交流关系。CCG多次参加慕尼黑安全会议、蒙克辩论、巴黎和平论坛、雅典民主论坛等活动，以及布鲁金斯学会、战略与国际问题研究中心、卡托研究所、卡内基国际和平基金会、美国商会、美国传统基金会、美国企业研究所和亚洲协会等学术机构举办的研讨会、论坛等学术交流活动。
每年，CCG会举办大型年会，“企业全球化论坛”和“中国与全球化论坛”，为来自中国政府、学术界和企业界的代表提供平台，就有关全球化的问题和中国在其中的作用进行对话和辩论。
2018年7月，CCG作为一个非政府组织被授予联合国经济及社会理事会正式专门咨商地位。11月，CCG受邀以指导委员会成员身份参加第一届“巴黎和平论坛”，并就全球治理创新提出两项建议。2019年，与卡内基-清华全球政策中心共同主办研讨会；在美国商会的中国商务会议上发表演讲；在慕尼黑安全会议期间主持讨论有关中欧合作的会议，这是中国组织智库首次举办官方的在慕尼黑安全会议会外活动举办官方边会；在世界经济论坛共同主办一次会议，探讨全球化的新方向和新动力。2019年7月，CCG被选为2020年国际大都市会议的主办单位。2020年11月24日，CCG主办、宾夕法尼亚大学智库研究项目（TTCSP）联合主办的第五届中国智库创新年会在北京举办。2020年12月8日，CCG在京主办大使圆桌会议。
此外，自2020开始，CCG开启了“中国与世界”名家对话线上系列研讨会，邀请到了多位具有国际影响力的知名专家学者，如伦敦国王学院Kerry Brown教授，哈佛大学教授格雷厄姆·艾利森，《世界是平的》作者、《纽约时报》专栏作家托马斯·弗里德曼等，共同探讨当下世界局势和全球化面临的困境以及中国在其中扮演的角色。

## 地位和影响
CCG也是中国人力资源和社会保障部认证的国家博士后项目研究中心。在宾夕法尼亚大学智库和公民社会项目（TTCSP）的“2020年全球智库指数”中，CCG在全球顶尖智库中排名第64位，在杰出的政策导向研究项目中排名第60位。曾获得过北京市民政局评选的“4A级社会组织”称号。CCG拥有国家颁发的博士后科研工作站独立招收博士后的资质。在美国宾夕法尼亚大学智库与公民社会计划（TTCSP）发布的《2020年年度全球智库报告》中，CCG在全球顶级智库中排名第64位，在外交政策与国际事务智库排名中位列第60位，也是排列前50名的全球独立智库之一。

## 出版物
中國與全球化智庫的出版物包括月刊杂志、《中国与全球化研究》、《政策咨询报告》和中國與全球化智庫简讯。中國與全球化智庫在參與自身重大会议或主要活动時會发布报告，其文章亦會刊登於《金融时报》、《中国日报》。
该组织出版的作品包括
- 《全球化潮起潮落——我看世界趋势与中国发展》（2022年）[53]
- 《驻华大使看中国与世界》（2022年）
- 《商界领袖看中国发展新机遇》（2022年）
- 《亚洲的21世纪》（2022年）
- 《共识还是冲突?——21世纪的中国与全球化》（2021年）